# Публий Корнелий Долабела (консул 283 пр.н.е.)
Вижте пояснителната страница за други личности с името Публий Корнелий Долабела.
Публий Корнелий Долабела (на латински: Publius Cornelius Dolabella) e политик на Римската република през 3 век пр.н.е.
През 283 пр.н.е. Долабела e консул с Гней Домиций Калвин Максим. В битката при езерото Вадимо той побеждава с войската си съюзените гали и етруски. Тази победа засилва римското надмощие над етруските.